# Монуний I
Монуний I (на старогръцки: Μονούνιος, Monunios, Monunius) е илирийски цар в Дардания е ок. 290 – 270 пр.н.е.

## Живот
Вероятно е син на Бардилис II и го наследява на трона на Дарданите.
Монуний дава на Птолемей Керавън 10 000 наемници по време на инвазията на галите на Балканите. През 281 пр.н.е. Монуний сключва съюз с Пир. През 280 пр.н.е. той контролира държавите на Тавлантите.
Той има вероятно син Митил, който го последва на трона.